# Кулига (Черемисиновський район)
Кулига (рос. Кулига) — присілок в Черемисиновському районі Курської області Російської Федерації.
Населення становить 33 особи. Входить до складу муніципального утворення Русановська сільрада.

## Історія
Населений пункт розташований на території українського етнічного та культурного краю Східна Слобожанщина.
Від 2004 року входить до складу муніципального утворення Русановська сільрада.

## Населення
| 2002 | 2010 |
| ---- | ---- |
| 58   | ↘33  |